# Ahmadu Bamba
Ahmadu Bamba   (Mbacké, 1853 - Diourbel, 19 de juliol de 1927) (àrab: أحمد بن محمد بن حبيب الله, Aḥmad ibn Muḥammad ibn Ḥabīb Allāh) també conegut com a Khādimu 'r-Rasūl (àrab: خادِم الرسول, Ḫādim ar-Rasūl, ‘el Serf del Missatger’) i Sëriñ Tuubaa o ‘Xeic de Touba’, va ser un sant sufí (wali) i dirigent religiós del Senegal, fundador de la tariqa (o confraria sufí) muridita (aṭ-ṭarīqa al-murīdiyya).
El xeic Ahmadu Bamba fou un dirigent religiós que va produir una gran quantitat de poemes i tractats sobre meditació, rituals, feina, i estudi alcorànic. Va dirigir una lluita pacifista contra l'imperi colonial francès sense entrar en guerra oberta, com si que van fer diversos marabuts de la Tijàniyya.

## Biografia
El xeic Ahmadu Bamba va néixer el 1850 al poble de Mbacké (Mbàkke Bawol, en wolof), a Baol. Era fill d'un marabut de la tariqa qadiriyya, la més antiga al Senegal.

## Fundació de latariqamuridita i de Touba
El xeic Ahmadu Bamba va fundar la confraria muridita el 1883, que té la seu a la ciutat de Touba, Senegal, on hi ha la mesquita més gran de l'Àfrica sub-sahariana, construïda pels muridites.
Els ensenyaments del xeic Ahmadu Bamba van emfatitzar les virtuts de pacifisme, la feina dura i les bones maneres mitjançant el que és conegut com a Jihādu nafs, que emfatitza una lluita personal sobre «instints negatius.» Tot i que fou un marabut asceta que va escriure tractats sobre meditació, rituals, feina i estudi corànic, és més conegut pel seu èmfasi sobre la feina i la laboriositat.
Els seguidors de Bamba l'anomenen mujàddid (‘renovador de l'islam’), citant un hadit que diu que Déu enviarà renovadors de la fe cada 100 anys (els membres de totes les confraries senegaleses reclamen que els seus fundadors eren aquests renovadors).
El xeic Abdoul Ahad Mbacke, tercer califa (dirigent murid) i fill del xeic Ahmadu Bamba, va declarar que Ahmadu Bamba va conèixer el profeta Muhàmmad en els seus somnis, una història que ha esdevingut un article de fe per als creients murids. Durant el mes de Ramadà de 1895, Muhàmmad i els seus companys se li van aparèixer dins un somni a Touba per conferir-li la posició de mujaddid de la seva època, i per provar la seva fe. D'aquest fet, es diu també que Bamba ha estat conferit del rang de "Criat del Profeta."
Va fundar la ciutat de Touba el 1887. En un dels seus nombrosos escrits, Matlabul Fawzeyni (la recerca de la felicitat en els dos Mons), Xeic Ahmadu Bamba descriu el propòsit de la ciutat, que era reconciliar els Mons espiritual i temporal.

## Enfrontament amb el poder colonial i exili
Mentre la fama i la influència de Bamba s'estenia, el govern colonial francès estava preocupat pel seu creixent poder i el potencial perill de guerra en contra d'ells. Va atiar la "desobediència anti-colonial" i fins i tot convertí alguns dels reis tradicionals i els seus seguidors, pel que podia, sens dubte, haver aixecat una força militar enorme, de la mateixa manera que dirigents musulmans com Umar Alt i Samory Touré havien fet abans que ell. Durant aquest període, l'exèrcit francès i el govern colonial francès vigilaven els dirigents musulmans que incitaven a la revolta mentre acabaven d'ocupar Senegal.
La fòbia de l'administració colonial envers qualsevol moviment islàmic va fer que els informes donats al Consell d'Estat (Conseil d'Etat) sovint acabessin en sentències injustes. Detingut a Diéwol, el Xeic Ahmadu Bamba va ser transferit a l'oficina del Governador de l'administració colonial a Sant-Louis (Senegal). Cap setembre de dijous 5, 1895, va comparèixer davant el de Consell d'Estat Sant-Louis per ser jutjat pel seu cas. El Xeic Ahmadu Bamba va pregar dos rakats a l'oficina del Governador abans d'adreçar-se al Consell, declarant la seva intenció ferma per ser sotmès solament a Déu. Amb aquesta oració simbòlica i la seva actitud al santuari dels qui negaven l'Islam, Bamba va encarnar una forma nova de resistència no violenta envers els objectius dels evangelistes colonials.
No hi ha cap prova als arxius colonials que Bamba hagués recitat aquestes oracions, i la història és basada en el testimonis dels seus deixebles. Degut a aquestes oracions, el Consell decidí deportar-lo a "un lloc on les seves pregàries fanàtiques no tinguessin cap efecte". Van exiliar-lo al bosc equatorial de Gabon, on va quedar-s'hi set anys i nou mesos. Mentre era al Gabon, va compondre les oracions i els poemes que celebren Allah.
Des del principi del segle xix, la política imperialista de França va acabar amb la derrota de totes les resistències armades al Senegal i la instal·lació amb una política de cristianització i assimilació de la nova colònia als valors culturals del metròpoli. Això va dur a una política de distanciament o eliminació sistemàtica dels guies espirituals musulmans que van gosar mostrar la seva disconformitat. Per això, el Xeci Ahmadu Bamba, que només havia insistit en la prèdica de la seva religió (Islam) va ser sotmès, durant 32 anys, a tota manera de viscisituds i proves. Durant l'exili de set anys al Gabon i cinc anys a Mauritània i durant l'arrest domiciliari a Diourbel, Senegal al llarg quinze anys, Ahmadu Bamba no va deixar de defensar el missatge de l'Islam fins a la seva mort el 1927.
En l'esfera política, Ahmadu Bamba va dirigir una lluita pacifista contra el colonialisme francès mentre intentava reinstaurar una pràctica més pura de Islam allunyada de la influència colonial francesa. En un període en el que una resistència armada reeixida era impossible, Xeic Ahmadu Bamba va dirigir una lluita espiritual contra la política i la cultura colonials. Tot i que ell no va declarar la guerra contra els francesos, com si que van fer alguns marabouts Tijàniyies, va proclamar la jihād al-'akbar o "gihad major" que cridava a lluitar no a través d'armes sinó a través de l'aprenentatge i la por a Déu.
A mesura que Bamba va anar reunint seguidors, va predicar que la salvació ve a través de la submissió completa a Déu i la feina dura. El muridisme ha construït, seguint aquest ensenyament, una gran organització econòmica, involucrada en molts aspectes de l'economia senegalesa. El cultiu del cacauet, la collita amb finalitats econòmiques més important del període colonial, és un exemple primerenc d'aquesta organització. Els seguidors joves eren reclutats per llaurar terres improductives al Senegal oriental, tot creant comunitats i plantacions de cacauet. L'organització i els subministraments eren proporcionats per la Fraternitat, i una porció dels guanys eren retornats a Touba, mentre els treballadors, després d'un període d'anys, guanyaven la propietat sobre les plantacions i ciutats.
Tement la seva influència, els francesos van sentenciar-lo a un exili a Gabon (1895–1902) i més tard a Mauritània (1903–1907). Tanmateix, aquests exilis van promoure històries i contes populars sobre la miraculosa supervivència de Bamba a la tortura, privacions, intents d'execució i milers més van afegir-se a la seva organització.
Cap al 1910, els francesos s'adonaren que Bamba no estava interessat en promoure accions violentes en contra ells, i era, de fet, bastant cooperatiu. Finalment, van alliberar-lo i va retornar a la seva creixent comunitat. El 1918, van premiar-o amb la Legió francesa d'Honor per allistar els seus seguidors a la Primera Guerra Mundial: la va rebutjar. Li van permetre per establir la seva comunitat a Touba, creient que la seva doctrina de feina dura es podria aprofitar per treballar pels interessos econòmics francesos.
El seu moviment va continuar creixent i el 1926 va començar la construcció de la gran mesquita a Touba.

## Mort
Després de la seva mort el 1927, va ser enterrat a la Mesquita en Touba. El van succeir les seus descendents com a dirigents hereditaris de la confraria, amb autoritat absoluta sobre els seguidors. Actualment, Khalifa-General, el fill viu més vell d'Ahmadu Bamba, ostenta el càrrec més alt dins la confraria .

## Llegat
Com a fundador del Muridisme, el Xeic Ahmadu Bamba és considerat un dels dirigents espirituals més grans en història senegalesa i de les influències més grans en la cultura senegalesa contemporània. El Muridisme és avui un dels quatre moviments sufís del Senegal, amb quatre milions de devots dins Senegal només i milers més a l'estranger, la majoria dels quals emigrants senegalesos. Els seguidors del muridisme, una branca de la filosofia tradicional Sufí, aspira a viure més a prop de Déu, emulant l'exemple del Profeta Muhammad. Avui, es calcula que Ahmadu Bamba té uns 3 milions de seguidors i es fan desfilades al voltant del món en el seu honor, incloent-hi diverses ciutats dels EUA. Una d'elles és Nova York, on els musulmans d'ascendència de l'oest africà han establert una "desfilada del dia del Xeic Ahmadu Bamba" des de fa més de vint anys. Celebracions com aquestes estan pensades per crear plataformes per "redefinir les fronteres de les seves identitats africanes, suportar l'estigma de la negritud, i respondre els atacs anti-musulmans".
Cada any, milions de musulmans d'arreu del Món peregrinen a Touba (pelegrinatge conegut com a Magal), resant a la mesquita i honorant la memòria del Xeic Ahmadu Bamba. En un dels actes durant el pelegrinatge, els creients honoren Ahmadu Bamba encarant-se a l'Oceà Atlàntic, per a commemorar l'oració sobre l'aigua de Bamba.
Només queda una fotografia del Xeic Ahmadu Bamba, on porta una vestit ample amb la cara tapada per un mocador blanc. Aquesta fotografia és venerada i reproduïda en pintures en parets, autobusos, taxis, etc. per tot Senegal. Aquesta foto va ser presa el 1913 per les autoritats colonials franceses. La fotografia funciona més que com a mera imatge, és una forma d'art i un objecte espiritual. És també una "una presència de vida" a través de la que la seva baraka flueix.
Els Mourids moderns contribuieixen als ingressos de la fraternitat, que proporciona serveis socials, préstecs, i oportunitats empresarials a canvi.
El xeic Ahmadu Bamba és també conegut per inventar el Cafè Touba. Es diu que Bamba barrejava cafè i espècies amb fins medicinals, servint-lo als seus seguidors.
El raper americà Sheck Wes és anomenat així pel títol de xeic Ahmadu Bamba.